# فير هووكر
فير هووكر (بالإنجليزية: Fair Hooker)‏ هو لاعب كرة قدم أمريكية أمريكي، ولد في 22 مايو 1947 في لوس أنجلوس في الولايات المتحدة.

## وصلات خارجية
- فير هووكر على موقع مرجع كرة القدم المحترفة.كوم (الإنجليزية)